# Felsőmoécs
Felsőmoécs (románul: Moieciu de Sus) falu Romániában, Erdélyben, Brassó megyében.

## Fekvése
Hegyi falu a Bucsecs-hegység nyugati lejtőjén, Törcsvártól légvonalban 10, közúton 12 kilométerre délkeletre.

## Története
Törcsvár vidéki román falu volt. Először 1729-ben említették Felsö-Moets és F. Mojets néven. A vidék többi falvával együtt hosszú ideig egy közigazgatási egységet alkotott Törcsvárral, 1872-ben vált ki onnan és lett előbb Felsőtörcsvár része, majd 1882-től önálló község. Szintén a vidékkel együtt előbb Brassó örökös birtoka volt, majd 1863-ban Fogaras vidékéhez, 1876-ban Fogaras vármegyéhez, végül 1925-ben Brassó megyéhez csatolták. Közben magába olvasztotta Melegmoécset, amelyet először 1713-ban említettek 27 családfővel. 1761-ben 85 jobbágy- és 72 zsellércsaládot találtak benne. Közülük 61 volt havasalföldi, jelezve, hogy a település Erdély határán, állandó migrációs útvonalon feküdt. Mindössze kilenc év múlva, 1770-ben jóval kevesebb lakossal írták össze. Ekkor ismét külön említették Felső- és Melegmoécset, előbbiben negyvennégy, utóbbiban huszonkét lakott házzal. 1780-ban nyílt benne ortodox felekezeti iskola.

## Látnivalók
- Ortodox temploma 1839–43-ban épült, 1943-ban újították föl.
- A Valea Bângăleasa 148. szám alatti fényképészeti múzeumot egy parasztházban a francia Laurent Juoualt rendezte be.
- Egy családi ház egyik szobájában, amelyet a tulajdonos-kurátorok „a nagyszülők szobájá”-nak neveztek el, népművészeti kiállítás látható.
- Több 20. század elején épült faház.

## Népessége
- 1880-ban mind a 490 lakosa román nemzetiségűnek és ortodox vallásúnak vallotta magát.
- 2002-ben 924 lakosából 923 volt román és 922 ortodox.

## Gazdasági
- Téli és nyári turizmus.

## Galéria

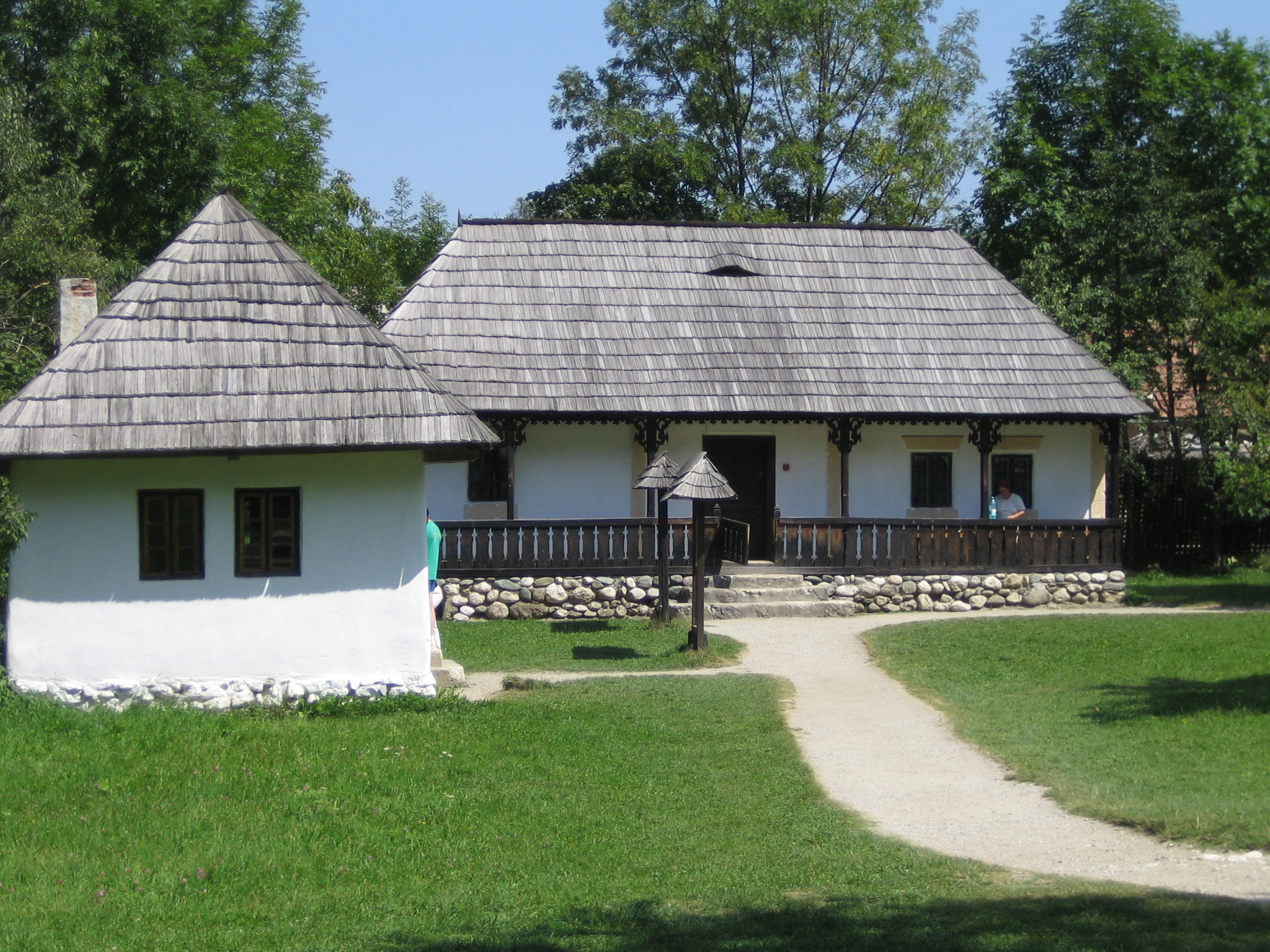
A Cajanelu család négyosztatú, tornácos háza a törcsvári szabadtéri néprajzi múzeumban
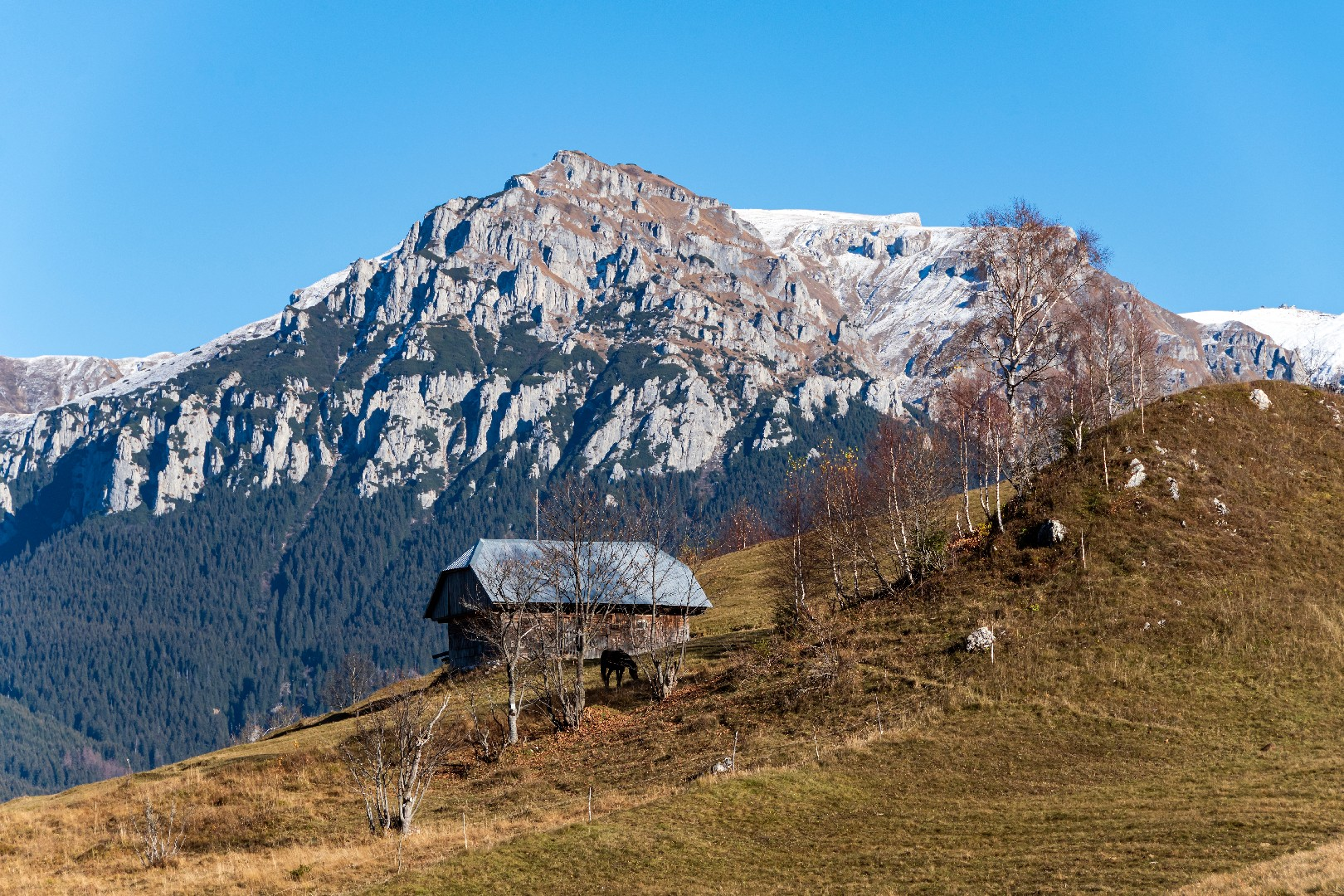